# 岡部淳也
岡部 淳也（、1965年〈昭和40年〉5月7日 - ）は、プロデューサー、ディレクター、脚本、ビジュアルスーパーバイザー、特殊造形ディレクター。映画、テレビ、CM、玩具、キャラクター、アミューズメント施設、遊技機器を主にエンターテインメント多方面において活動している。神奈川県横浜市出身。
1994年から2004年まで岡部暢哉（）名義で活動していた。視覚効果協会(VES)会員。

## 略歴
1985年、特撮工房ガラパゴスを設立。映画『帝都物語』（1988年）で特殊造形を担当する。その後、ツルモトルームに間借りし、テレビ関係の仕事や玩具原型などを手掛ける。
1989年、原型作業で知り合った品田冬樹とともにビルドアップを設立、同社の代表取締役に就任。『帝都物語』での仕事が評価され、同社で『ゴジラvsビオランテ』（同年）のビオランテ造形を担当。
2008年、ビルドアップが円谷プロダクションに吸収合併され、同社代表取締役副社長兼クリエイティブ統括に就任。
2010年、ブラスト（旧 IDA）代表取締役に就任。2012年、経済産業省「“日本の未来”応援会議 〜小さな企業が日本を変える〜」コアメンバー 受嘱。2018年には、経済産業省「はばたく中小企業・小規模事業者300社」に選定される。

## 受賞歴
- 1994年 
  - エミー賞（ NHKスペシャル「生命40億年はるかな旅」）[6]
  - 一般社団法人 東京ニュービジネス協議会「第5回ニュービジネス大賞」ヤングアントレプレナー賞（岡部暢哉 名義）[7]
- 2010年
  - 東京コンテンツマーケット「TCMアワード2010大賞」大賞（「CAT SHIT ONE -THE ANIMATED SERIES-」）[6]
- 2011年
  - 「第９回 視覚効果協会賞（VES Awards）」ショートアニメーション部門ノミネート[8]（「CAT SHIT ONE -THE ANIMATED SERIES-」）
- 2018
  - フランス・パリ「GOSH! FILM FESTIVAL 3rd Edition Awards」BEST DIRECTOR賞[9]（「ZVP 〔座頭市対プレデター〕」）【YouTube公開作品】

## 作品

### テレビ番組
- 自然がいちばん!地球塾（1990年、オープニング映像制作）
- マクロス7（1991年、オープニング映像CG制作）
- とんねるずのハンマープライス（1991年、オープニング映像制作）
- NHKスペシャル「生命40億年はるかな旅」第2集：進化の不思議な大爆発（1994年、CG映像制作）
- 英語であそぼ（2001年、キャラクター制作、オープニング映像制作）
- 英語であそぼ（2002年、キャラクター開発、デザイン、造形、美術、CG、オープニング映像制作）
- ひとりでできるもん!（2002年、キャラクター・オープニング制作）
- 笑う犬の情熱（2002年、キャラクター全種開発、デザイン、オープニング映像制作）
- 宇宙大作戦チョコベーダー（2003年、全27話　番組制作）
- 天才てれびくん（2005年、企画、プロデュース、脚本、監督）
- アキバちゃん（2008年、製作、監督）
- ウルトラギャラクシー大怪獣バトル NEVER ENDING ODYSSEY（2008年、製作統括）

### CM
- 日清食品 : UFO仮面ヤキソバン（1990年、特殊造形美術）
- レナウン : INエキスプレス（1990年、特殊造形美術）
- セガ : ファンタシースター（1991年、特殊造形美術）
- パナソニック : 乾電池（1992年、特殊造形美術）
- サムソン : バイオティービー（1992年、CG映像）
- アサヒビール : 黒生（1992年、CG映像）
- 進研ゼミ（1993年、キャラクター造形美術）
- 学習研究社（1993年、CG映像）
- セガ : バーチャロン（1993年、CG映像）
- ソニー : クラッシュバンディクー（1996年、CG映像）
- ナショナル : カテキンペパ（1993年、CG映像）
- キリンビバレッジ : スウォーター（1993年、CG映像）
- FromA（1993年、CG映像）
- ダンロップ : 撥水タイヤ（1993年、特殊造形美術）
- サムソン : エニーコール（1993年、CG映像）
- 資生堂 : レシェンテ（1993年、CG映像）
- 日本生命（1994年、CG映像）
- アース製薬 : ゴキジェット（1994年、キャラクターデザイン、特殊造型、CG映像）
- コンパック : ブレサリオ（1994年、CG映像）
- チェルシー（1994年、特殊造型美術）
- アプリコット（1994年、特殊造型美術）
- ソニー : クラッシュバンディクー2（1997年、CG映像）
- コミュニケース（1995年、CG映像）
- EZweb : 浜崎あゆみ（2000年、特殊造型）
- プレステージD（2000年、特殊造型）
- シャープ : ザウルス（2000年、キャラクターデザイン、特殊造型）
- カゴメ : 野菜ジュース（2003年、キャラクターデザイン、特殊造型）
- 永昌源 : 杏子酒（2003年、キャラクターデザイン、特殊造型）
- コナミ : メタルギアソリッド（2004年、キャラクター美術造型）
- 任天堂 : ラセンダー、ドリルレロ（2005年、VFX、キャラクター制作）

### ゲーム
- バーチャファイター（1993年、CG映像）
- サクラ大戦（1996年、CG映像）
- バーチャルプロレスリング（1996年、CG映像）
- エースコンバット2（1995年、CG映像）
- 風のクロノア（1997年、CG映像）
- サクラ大戦2 〜君、死にたもうことなかれ〜（1998年、CG映像）
- バッケンローダー（1998年、CG映像）
- セヴンスクロス（1998年、CG映像）
- 電脳戦機バーチャロン（1999年、CG映像）
- ソニックシャッフル（2000年、CG映像）
- MotoGP（2001年、CG静止画）
- ゼノサーガ（2002年、CG映像）
- 巨人のドシン（2002年、CG映像）
- パンツァードラグーン オルタ（2002年、CG映像）
- ソウルキャリバーII（2003年、CG映像）
- テイルズ オブ シンフォニア（2003年、CG映像）
- プロサッカークラブをつくろう!（2003年、CG映像）
- Quest of D（2004年、CG映像）
- ガンスリンガー（2004年、CG映像）
- トランスフォーマー（2004年、CG映像）
- グレイトバトル フルブラスト（2012年、CG映像）

### 映画
- グリーン・レクイエム（1985年、特殊造型）
- 餓鬼魂（1985年、特殊造型）
- 帝都物語（1988年、特殊造型）
- ゴジラvsビオランテ（1989年、キャラクター造形美術）
- ケルベロス-地獄の番犬（1991年　キャラクター開発・造形美術）
- ゴジラvsキングギドラ（1991年、キャラクター造形美術）
- 河童（1994年、キャラクター造形美術）
- ACRI（1996年、キャラクター造形美術）
- GUNDAM Mission to the Rise（1998年、CG映像）
- るにん（2004年、特殊造形・VFX）
- SPECTER（2005年、企画・プロデュース・脚本・監督・玩具開発・原型・製作）
- 鎧 サムライゾンビ（2009年、特撮監督・特殊造型・VFX）
- フリージア（2007年、特撮監督）
- ネガティブハッピー・チェーンソーエッヂ（2008年、造型プロデュース）
- 少林少女（2008年、造型プロデュース）
- 大怪獣バトル ウルトラ銀河伝説 THE MOVIE（2009年、プロデュース・脚本・ビジュアルスーパーバイザー）
- CAT SHIT ONE -THE ANIMATED SERIES-（2010年、プロデュース）
- BRAVE STORM ブレイブストーム（2017年、プロデューサー・脚本・編集・監督）
- ZVP〔座頭市対プレデター〕（2017年、プロデューサー・脚本・監督）【YouTube公開作品】
- ゲッターロボ（2025年、監督・脚本）[10]

### オリジナルビデオ
- D（1999年、プロデュース、脚本、監督）
- やくざ23区 新宿編「新宿御苑」（2006年、脚本、監督）
- ウルトラマンメビウス外伝 ゴーストリバース（2009年、製作統括）

### ステージ、イベント、展示、その他
- 米米CLUB（1990年、ステージ美術、コスチューム開発）
- 大恐竜展 : ディノアライブ（1992年、ロボット全体演出・制作）
- 「竹谷隆之の仕事展 ～「仮面ライダー」から「漁師の角度」まで～」（渋谷パルコ3/2000年、企画、プロデュース）
- 怪奇生物の世界（2003年、映像制作）
- ウルトラシリーズ（2004年、プロモーション用アートワーク）
- ASIAN KUNG-FU GENERATION（2004年、PV撮影用キャラクター制作）
- 「竹谷隆之の仕事展」（アーツ千代田3331/2013年、企画、プロデュース）

### アート、フィギュア
- 宇宙大作戦チョコベーダー（2001年、キャラクター食玩企画）
- メタルギアソリッド3（2004年、ノベリティー用フィギュア原型・量産）
- ぴ〜きゅ〜（2006年、フィギュア企画・販売）
- Animals As Art： 第１弾 シロクマ親子（2017年、美術造型品 企画・販売）
- クローンワンコ（2018年、美術造型品 企画・販売）
- BRAVE STORM ブレイブストーム： スタチューフィギュア「シルバースーツ タイプR2」（2018年、フィギュア企画・販売）

### ネット配信番組
- バ怪獣 ゴメラ（2012年~2015年、プロデュース、脚本、監督）